# فلوریداتاون (فلوریدا)
فلوریداتاون (به انگلیسی: Floridatown) یک منطقهٔ مسکونی در ایالات متحده آمریکا است که در شهرستان سانتا امرسون، فلوریدا واقع شده‌است. فلوریداتاون ۲۴۴ نفر جمعیت دارد و ۳٫۹۶ متر بالاتر از سطح دریا واقع شده‌است.